# Steunpronomen
Een steunpronomen is een voornaamwoord ("pronomen") dat in een zin dezelfde functie heeft als een ander zinsdeel.

## Spreektaal en schrijftaal
Het verschijnsel is al uit het Middelnederlands bekend. In Karel ende Elegast komt voor:
God, ... die late mi sien op desen dach ... ("God moge mij op deze dag laten zien ...")

### Afwijzing
In de renaissance werd een gestandaardiseerde schrijftaal ontwikkeld, en sindsdien wordt het gebruik van het steunpronomen in geschreven tekst afgekeurd. Schrijftaal en spreektaal gingen uiteenlopen. Ook in dit opzicht: in de spreektaal is het steunpronomen springlevend gebleven. Het kan het onderwerp van de zin ondersteunen:
Jan die heeft een nieuwe auto gekocht
De fiets die heeft een lekke band.
Ach, dat ding dat gaat steeds kapot!
maar ook het lijdend voorwerp, als dat vooraan in de zin staat:
Jeannette die heb ik nog zó gewaarschuwd!
Zo'n idee dat vind ik maar niks!
of een meewerkend voorwerp, als dat vooraan in de zin staat:
De buurvrouw die heb ik een klap verkocht.
De medewerkers die heb ik het droeve nieuws al meegedeeld.
Zoals uit de voorbeelden blijkt, kunnen zowel de-woorden ("Jan", "fiets") als het-woorden ("ding", "idee") een steunpronomen krijgen. Dat geldt ook voor woorden in het meervoud ("medewerkers").

### Aanvaarding
Het steunpronomen wordt in de geschreven standaardtaal wel aanvaard als het een vrij grote woordgroep herhaalt:
Dat er ongelukken van zouden komen, dat viel wel te verwachten.
(onderwerp)
Maar gewoon afwachten wat er gebeurt, dat lijkt me het verstandigste.
(lijdend voorwerp)
Hier wordt de woordgroep meestal van het steunpronomen gescheiden door een pauze, in de schrijftaal door een komma.

## Geen steunpronomen

### Ellips
In de volgende zinnen is geen sprake van een steunpronomen:
Je moet niet zo zeuren, jij!
Ze kunnen er wat van, die kinderen.
Het voornaamwoord grenst immers niet aan de woordgroep waarnaar het verwijst. In feite gaat het hier om elliptische zinnen, waarbij de letterlijk herhaalde woorden om voor de hand liggende redenen zijn weggelaten:
Je (geen nadruk) moet niet zo zeuren, jij (nadrukkelijk) moet niet zo zeuren.
Ze (algemeen) kunnen er wat van, die kinderen (verduidelijkend) kunnen er wat van.

### Bezitsvorm
Ook in gesproken genitiefvormen (soms in schrijftaal aangetroffen) als de volgende is geen sprake van een steunpronomen:
Ben z'n boek is in het water gevallen.
Aminah d'r ouders zijn op bezoek.
De auto z'n voorruit heeft een barst.
Hier wordt immers geen woord louter herhaald, er wordt iets aan toegevoegd: de bezittelijke vorm.

## Steunadverbium
Het begrip steunadverbium komt in de taalkundige literatuur niet voor, maar wel zijn er bijwoorden ("adverbia") die zich net zo gedragen als steunpronomina:
Vorige week toen ben ik d'r nog geweest.
Bij de overburen daar hebben ze vandaag feest.
(Met) Jan daar praat ik niet meer mee.
Ook hier weer is in de schrijftaal de constructie aanvaardbaar, als de ondersteunde woordgroep voldoende lang is:
(Met) zo'n resultaat, daarmee leg je eer in!
Voor de Tweede Wereldoorlog, toen waren we nog met weinig tevreden!
Ook hier wordt de woordgroep meestal van het steunadverbium gescheiden door een pauze in de spreektaal; in de schrijftaal door een komma.